# Pinselschwanzratte
Die Pinselschwanzratte (Octodontomys gliroides) ist eine in Südamerika lebende Nagetierart aus der Familie der Trugratten (Octodontidae).

## Merkmale
Pinselschwanzratten erreichen eine Kopfrumpflänge von rund 18 Zentimetern, der Schwanz ist ebenso lang wie der Körper. Das Gewicht variiert zwischen 100 und 200 Gramm. Ihr Fell ist ähnlich wie das der Eigentlichen Chinchillas sehr weich und dicht, es ist an der Oberseite grau und an der Unterseite weiß gefärbt. Die Augen und Ohren sind relativ groß, namensgebendes Merkmal ist die Schwanzquaste, die größer als die der nahe verwandten Degus ist.

## Verbreitung und Lebensraum
Diese Nagetiere sind im südwestlichen Bolivien, im nördlichen Chile und im nordwestlichen Argentinien verbreitet. Ihr Lebensraum sind Gebirgsregionen und die Hochebene des Altiplano, sie kommen in trockenen Habitaten in Höhen von 2000 bis 5000 Metern vor.

## Lebensweise
Pinselschwanzratten dürften dämmerungs- oder nachtaktiv sein, als Unterschlupfe dienen ihnen Erdbaue unter Kakteen und Akazien sowie Felsspalten und Höhlen. Ihre Nahrung wechselt mit der Jahreszeit. Während sie im Winter die Hülsenfrüchte der Akazien verzehren, fressen sie im Sommer eher die Früchte von Kakteen.
Über die Fortpflanzung ist wenig bekannt. Nach einer 100- bis 110-tägigen Tragzeit bringt das Weibchen ein bis drei Jungtiere zur Welt. Diese sind Nestflüchter, sie haben bereits ein Fell und die Augen geöffnet. Das bekannte Höchstalter betrug über 7 Jahre.
Laut IUCN zählt die Pinselschwanzratte nicht zu den bedrohten Arten.